# Kirchenburg Nenzenheim

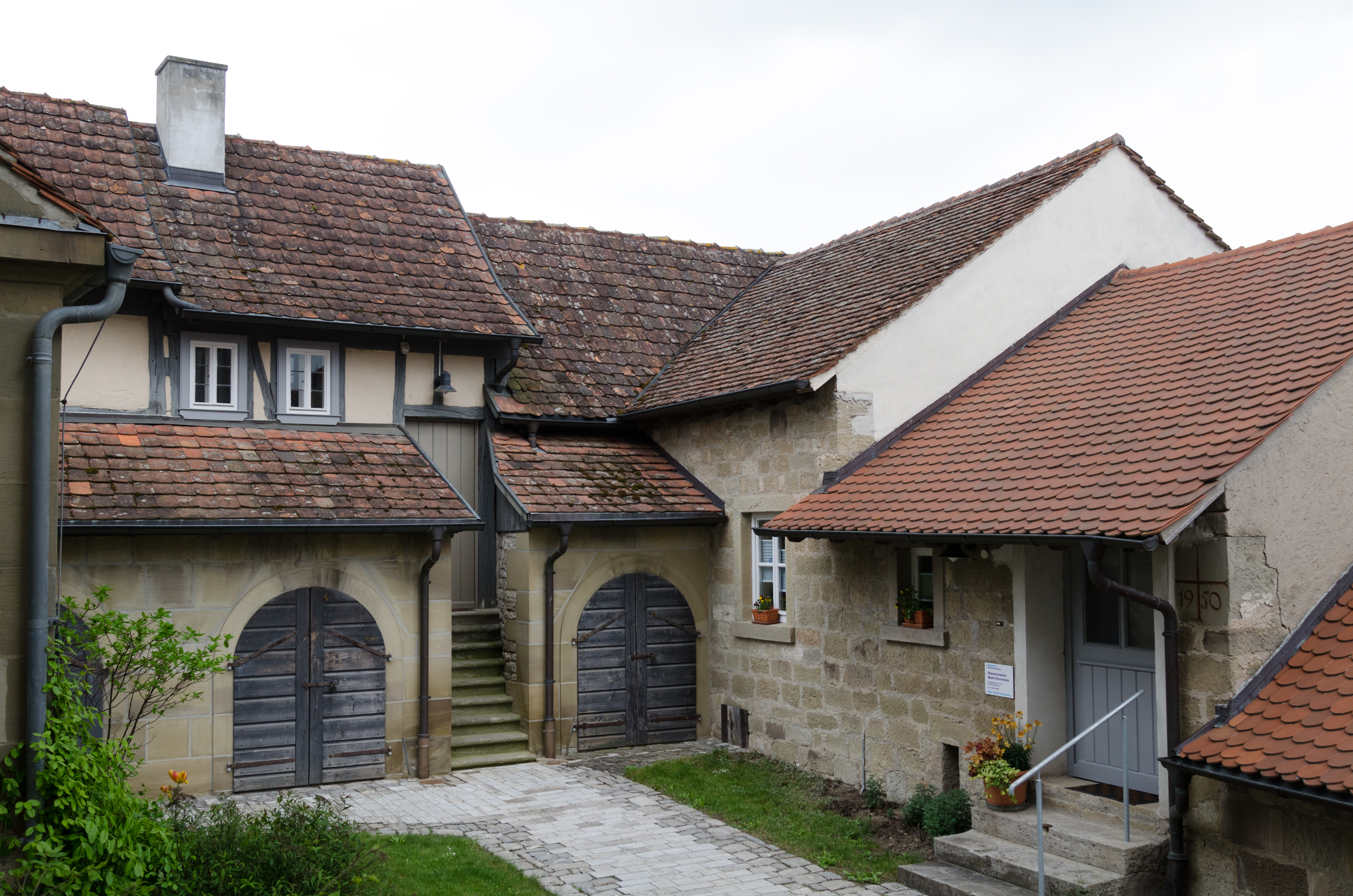
Gadenhäuser in der Kirchenburg

Die Kirchenburg Nenzenheim umfasst die befestigten Bereiche des Kirchhofs um die evangelische Pfarrkirche des Ortes Nenzenheim im unterfränkischen Landkreis Kitzingen.

## Lage
Die Kirchenburg befindet sich am südwestlichen Ortsrand und zieht sich zwischen der Krassolzheimer Straße 22 und der Friedhofstraße entlang. Die Anlage ist nahezu rechteckig. Den Mittelpunkt bildet die evangelisch-lutherische Pfarrkirche, deren Chor nach Südwesten ausgerichtet ist. Unmittelbar an die Kirchenburg schließt sich der örtliche Friedhof an, der ursprünglich im Inneren der Befestigung zu finden war. Die Kirchenburg nimmt eine Fläche von etwa 1291 m² ein.

## Geschichte
Erstmals erwähnt wurde die Wehrkirche bereits im Jahr 1370. Damals tauchte im Lehensbuch des Gerlach von Hohenlohe ein gewisser Biedermann auf, der ein „haus in dem Kirchhoff“ besaß. Allgemein gehen die Kirchenburgen auf die militärischen Bedrohungen im Mittelalter zurück. Während sich Städte und reichere Dörfer mit einer Ringmauer umgaben, befestigten ärmere Gemeinden lediglich den Kirchhof, der früher zugleich als Friedhof diente.
Die heute noch erhaltenen Baulichkeiten gehen wohl teilweise auf das 16. Jahrhundert zurück. So ist oberhalb des Torhauses die Jahreszahl 1544 zu finden. Dieses Torhaus veränderte man nach dem Dreißigjährigen Krieg neuerlich, wohl weil die kriegerische Auseinandersetzung Teile der Anlage in Mitleidenschaft gezogen hatte. Im 18. Jahrhundert entstand das heutige Fachwerkobergeschoss. Spätestens im 17. Jahrhundert verlor die Kirchenburg ihre militärische Bedeutung und im Torhaus wurde das Rathaus der Gemeinde untergebracht.
Der Niedergang kulminierte im Jahr 1910, als man die nördlichen Teile der Kirchhofbefestigung einriss. Stattdessen konnte jetzt die Kirche erweitert werden. Erneut in Mitleidenschaft gezogen wurde die Anlage in den letzten Tagen des Zweiten Weltkriegs. Amerikanische Flieger bombardierten das Dorf. Im Jahr 1946 baute man die Kirche wieder auf. Durch mangelnde Restaurierung stürzten im Jahr 1968 Kirchhäuser auf der Westseite ein, sie wurden nicht wieder aufgebaut. Die Kirchenburg ist heute weitgehend renoviert und als Baudenkmal eingeordnet.

## Beschreibung

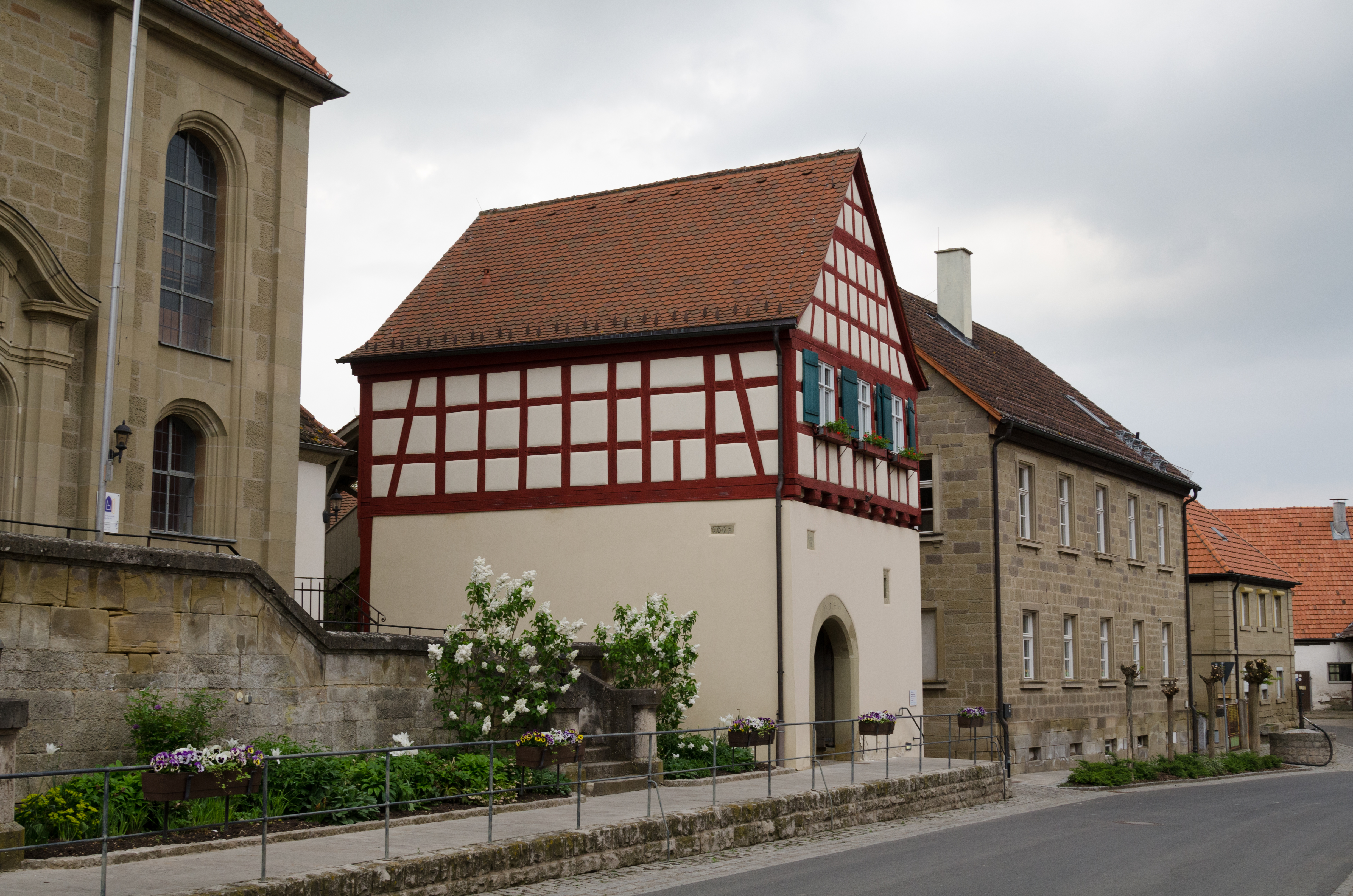
Das Torhaus vor der Nenzenheimer Kirche

### Kirche
Den Mittelpunkt der Kirchenburg bildet die evangelisch-lutherische Pfarrkirche. Sie besitzt mehrere Vorgängerbauten, geht aber in ihrer heutigen Substanz weitgehend auf die Zeit nach 1945 zurück. Die Kirchenburg wird vom Turm der Kirche überragt, der heute wieder mit einer barockisierenden Haube bedeckt ist. Lange Zeit prägte ein schlichterer Pyramidenhelm das Gotteshaus. Der Chor leitet heute zum Friedhof über, da an der Westseite keine Gaden mehr bestehen.

### Torhaus, Mauern und Gaden
Der Eingang zur Kirchenburg wird im Nordosten von einem massiven Torhaus beherrscht, das bereits im 16. Jahrhundert entstand. In den nachfolgenden Jahrhunderten baute man immer wieder Teile an. So stockte man den Bau im 18. Jahrhundert mit dem heute noch erhaltenen Fachwerkobergeschoss auf. Den Durchgang bildet ein hölzernes Tor mit Schlupfpforte. Im Torhaus war bis zur Eingemeindung nach Iphofen das Rathaus von Nenzenheim untergebracht.
Die Anlage war ursprünglich von hohen Mauern umgeben. Noch heute haben sich meterdicke Außenmauern aus Bruchstein erhalten. Die mit Schießscharten versehenen Mauern weisen Höhen bis zu drei Metern auf. Im Inneren wurden an die Mauern sogenannte Kirchgaden, eingeschossige Kleinhäuser, angebaut, in denen ursprünglich Vorräte gelagert wurden. Zumeist sind sie in Fachwerkbauweise errichtet und unterkellert. Die Kellerhälse sind tonnengewölbt und mit steinernen Kellerhäuschen versehen. In einer der Gaden war noch in den 1970er Jahren eine Kelter untergebracht.